# 沙勒維爾鷹銃
查爾維爾鷹銃（Charleville musket）是指法国步兵于18-19世纪所使用的一系列制式燧石枪。查爾維爾之名來自於查爾維爾兵工厂，位于现今法國阿登省的沙勒维尔-梅濟耶爾（Charleville-Mézières）。沙勒维尔步枪最早于1717年开始生产，直至19世纪40年代停产，然而在19世纪中期的战斗中仍能看到少量使用。

## 历史
1610-1615年间，马兰·布儒瓦改进了燧发枪机，使之成为了后世两百年间广泛运用的经典构造在1717年，各部件经过精细调整的新型号燧发枪投入使用，这也是第一支装配全体法军步兵的燧发枪，同时标志着未来一个长系列的开始。这系列燧发枪第一個型號是1717型（Modèle 1717），即便这个系列的步枪在未来也会在蒂勒、圣艾蒂安、莫伯日等地的兵工厂生产，却更多地因为最初的生产地沙勒维尔兵工厂而被叫做“沙勒维尔步枪”。这一非正式绰号的使用可以追溯到美国独立战争期间，美国人倾向于把所有型号的法国步枪称为沙勒维尔步枪，而有的材料中使用这个名字称呼1763年式及之后的型号。在整个服役生涯中，沙勒维尔步枪步枪经历了多次设计改进，直到1840年彻底被雷管槍取代了燧发枪机。